# NGC 1937
NGC 1937 ist ein offener Sternhaufen in der Großen Magellanschen Wolke im Sternbild Schwertfisch. Das Objekt wurde am 24. September 1826 von James Dunlop mit einem 9-Zoll-Reflektor entdeckt.